# ياد لابانيم

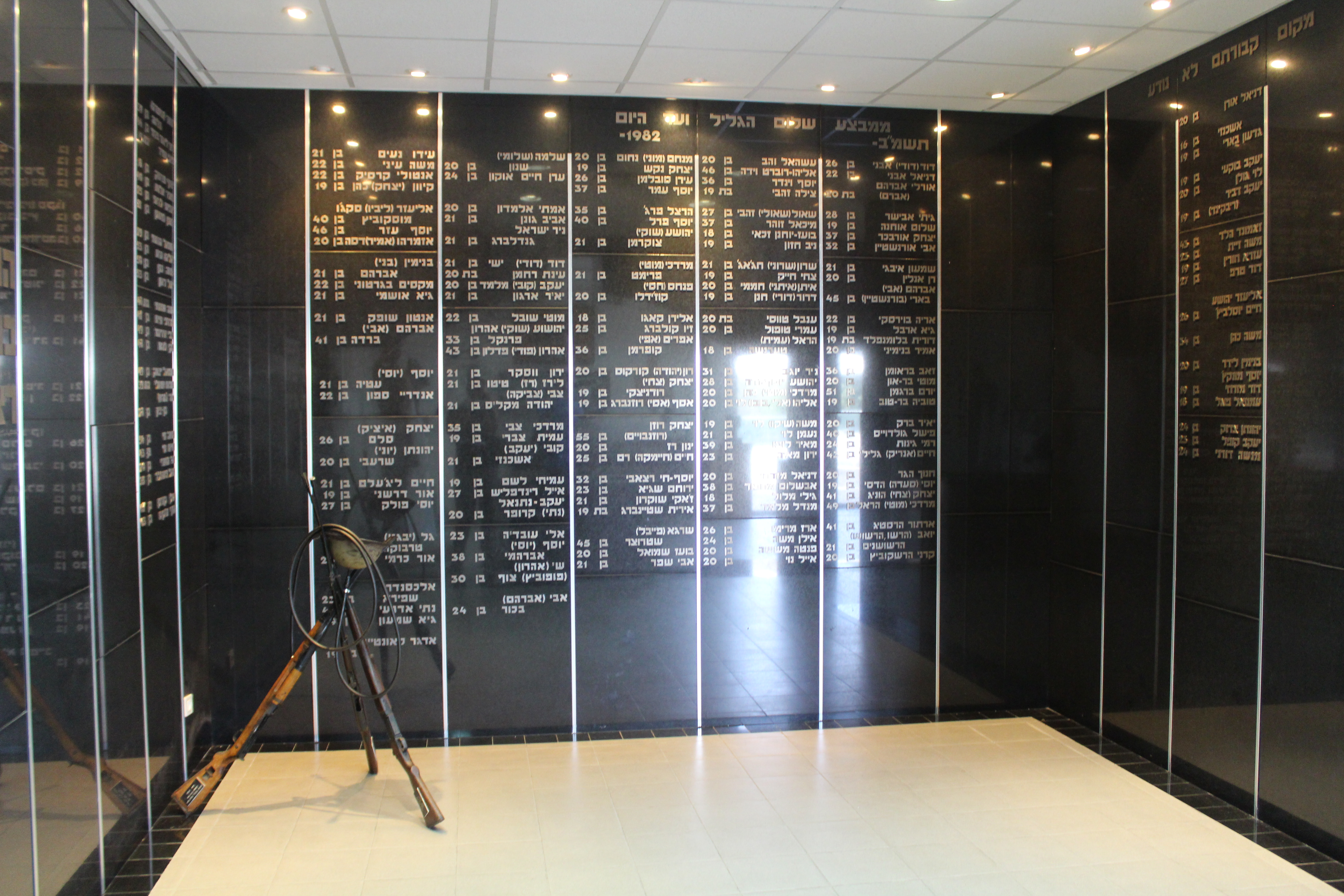
غرفة تذكارية في مبنى ياد لابانيم بتاح تكفا

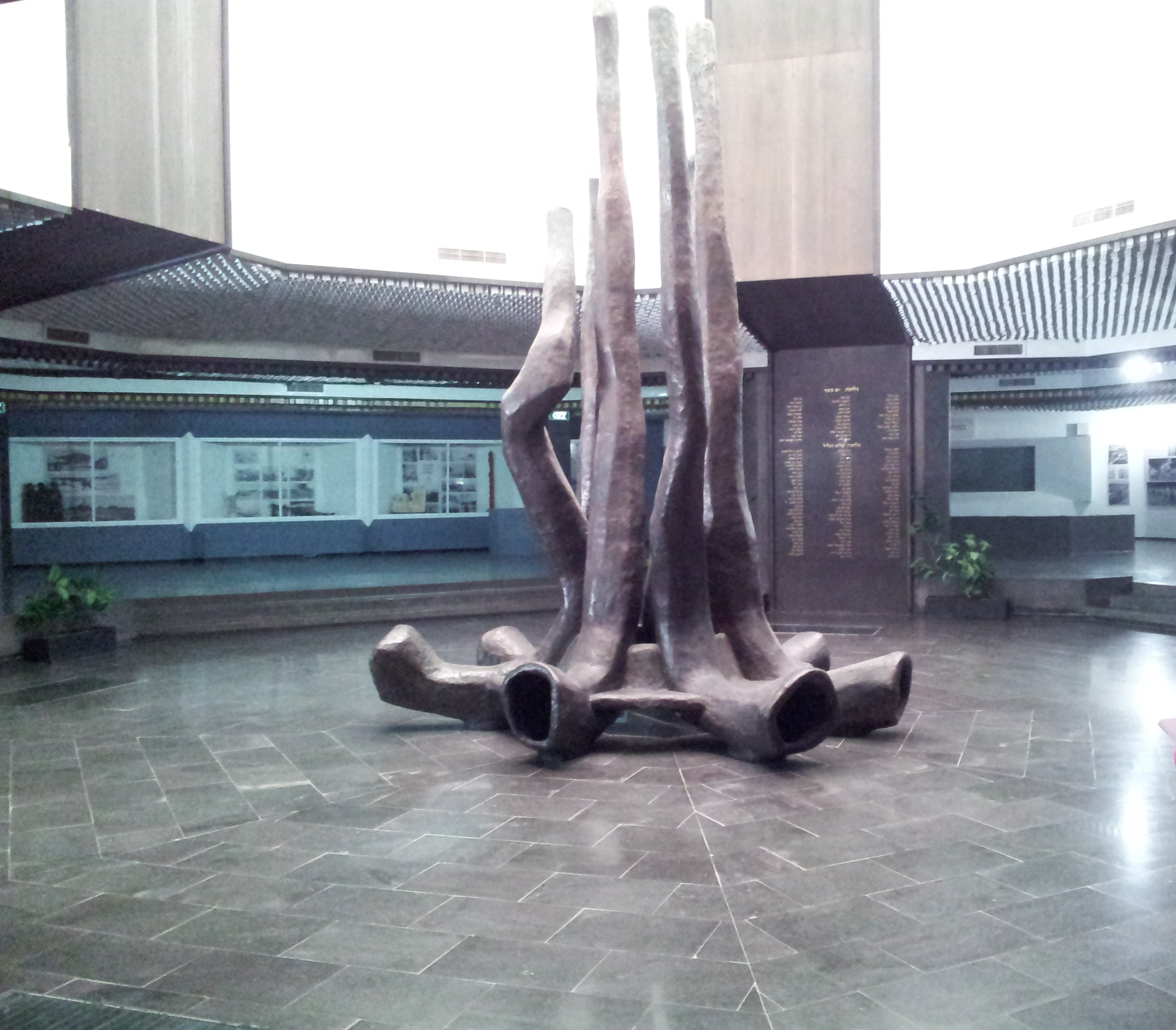
مبنى ياد لابانيم بئر السبع

ياد لبنيم هي منظمة إسرائيلية غير ربحية لإحياء ذكرى ضحايا الجيش الإسرائيلي ورعاية العائلات الثكلى. تأسست عام 1948.
مُنحت جائزة إسرائيل لفرع المنظمة في بتاح تكفا في عام 1980، مع مؤسسه باروخ أورين.

## التاريخ
تأسست المنظمة في أعقاب حرب 1948، وقيام دولة إسرائيل، والغرض منها هو تقديم الدعم للعائلات التي فقدت أبناءها في الحرب.
وتتلقى المنظمة دعما قويا من وزارة الدفاع ومن المجلس المحلية في إسرائيل.
تقدم المنظمة الدعم والرعاية للعائلات الثكلى من كافة فئات الشعب الإسرائيلي، وتضم في عضويتها اليهود والدروز والبدو والشركس.
في عام 1958، فاز بيت ياد لابانيم في بتاح تكفا (مع مؤسسه باروخ أورين) بجائزة إسرائيل لمساهمته الخاصة في المجتمع والدولة في مجال إحياء الذكرى.

## نشاط
يقع المكتب الرئيسي لـ «ياد لابانيم» في تل أبيب، وتدير المنظمة 70 مركزًا وفرعًا في معظم المدن الإسرائيلية. تقيم المراكز أنشطة تعليمية وثقافية متنوعة لإحياء ذكرى الجنود الذين سقطوا في الحروب، بما في ذلك أنشطة التوعية بين طلاب المدارس. في كل مركز «يد لابانيم» توجد غرفة تذكارية معلقة فيها لوحة تذكارية محفورة عليها أسماء الضحايا من نفس المنطقة وصفحات تحكي قصة حياتهم. وعادة ما تقيم مراكز ياد لابانيم أنشطة ثقافية عامة لا تتعلق بأعمال الجيش الإسرائيلي. على سبيل المثال، في رمات هشارون، يضم مبنى ياد لابانيم مكتبة البلدية، وفي هرتسليا يقع متحف البلدية في مبنى ياد لابانيم.
أعضاء مظمة ياد لابانيم يمثلون العائلات الثكلى أمام وزارة الدفاع وسلطات الرفاه، ويحضرون كممثلين في المجلس العام لإحياء ذكرى الجندي المجهول. كما تقيم المنظمة أنشطة ثقافية ورفاهية للعائلات الثكلى، بما في ذلك الرحلات والندوات والإجازات. وفي يوم الذكرى تصدر مجلة توزع على العائلات الثكلى.
تشارك المنظمة في تخطيط وبناء القاعة التذكارية الوطنية في جبل هرتسل.